# Luigi Aloysius Colla
Luigi Aloysius Colla est un homme politique et botaniste italien, né le 30 avril 1766 à Turin et mort le 22 décembre 1848 dans cette même ville.

## Biographie
Avocat de profession, il a été membre du gouvernement provisoire de Savoie de décembre 1798 à avril 1799. Il est devenu sénateur du royaume de Piémont-Sardaigne en avril 1848 peu avant sa mort.
En 1820, Colla décrit deux espèces, Musa balbisiana et  Musa acuminata, qui sont la base génétique de la quasi-totalité des variétés de bananes cultivées. Il dédie le genre Tecophilea à sa fille Teofila, dite Tecofilla, qui collabore à ses travaux 
Il a dessiné le plan du jardin botanique du parc du Valentino à Turin et fut membre de l'académie des sciences de Philadelphie, de la Société linnéenne de Paris et de nombreuses autres sociétés ou académies.

## Publications
- L'antolegista botanico - Turin - Volume 1 : 1811 (Ouvrage numérisé), Volume 5 : 1814 (Ouvrage numérisé), Volume 6 : 1814 (Ouvrage numérisé)
- Memoria sul genere Musa e monografia del medesimo - Turin, 1820 (Ouvrage numérisé)
- Observations sur le Limodorum purpureum de M. de Lamarck et création d'un nouveau genre dans la famille des Orchidées - Paris : Imprimerie Lebel, 1824 (Ouvrage numérisé)
- Hortus Ripulensis seu enumeratio plantarum quae Ripulis coluntur - Ed. Augustae Taurinorum, 1824 (Ouvrage numérisé)
- Mémoire sur le Melanopsidium Nigrum des jardiniers, et formation d'un genre nouveau dans la famille des rubiacées - 1825
- Illustrationes et icones rariorum stirpium quae in ejus horto Ripulis florebant, anno 1826, addita ad hortum Ripulensem appendice III - 1826
- avec Carlo Giuseppe Bertero - Plantae rariores in regionibus chilensibus - Deux tomes - Ex regia typographia, 1832 - 1833
- Herbarium Pedemontanum juxta Methodum Naturalem Dispositum Additis - Ed. Augustae Taurinorum - Tome 1 : 1833, Tome 2 : 1834, Tome 3 : 1834, Tome 4 : 1835 (Ouvrage numérisé), Tome 6 : 1836, Tome 7 : 1837 (Ouvrage numérisé), Tome 8 : 1837 (Ouvrage numérisé)
- Osservazioni sovra una notizia pubblicata nel Messaggiere del 17 agosto 1842, num. 35 dal sig. Paolo Emilio Colombo circa l'Elephantusia macrocarpa del Willd - 1842
- Observations sur la famille des rutacées : sur le genre Correa et formation du nouveau genre Antommarchia - 1843
- Camelliografia ossia tentavio di una nuova disposizione naturale delle varietà della Camellia del Giappone - Turin, 1843 (Ouvrage numérisé)

## Dédicaces
Augustin Pyrame de Candolle lui a dédié en 1824 un genre de la famille des Fabacées : Collaea. Kurt Sprengel, l'année suivante, a créé aussi un genre du même nom, de la famille des Astéracées, en dédicace à Luigi Colla, mais illégal au regard de la botanique.
Plusieurs espèces lui ont aussi été dédiées dont :
- Cassia collae G.Don (Senna bicapsularis (L.) Roxb.) - Fabacée d'Amérique
- Lathyrus collae Martic. - Fabacée du Chili
- Geranium collae Aedo, Muñoz Garm. & Pando (Geranium berteroanum Colla) - Géraniacée du Chili
- Pelargonium collae Spin - Géraniacée
- Sida collaei D.Dietr. - Malvacée